# Ostrižnjaki
Ostrižnjaki (znanstveno ime Perciformes, včasih pa tudi Percomorphi ali Acanthopteri) so najštevilčnejši red vretenčarjev. Kar okoli 40% vse ribje populacije spada v red ostrižnjakov. Latinsko ime Perciformes pomeni podoben ostrižu. Ostrižnjaki spadajo med žarkoplavutarice, na svetu pa živi več kot 7000 različnih vrst ostrižnjakov, ki jih najdemo skoraj v vseh vodah sveta. Pojavili so se v pozni kredi.
Ostrižnjaki imajo po večini hrbtne in analne plavuti sestavljene tako, da so sprednji deli sestavljeni iz ostrih, zadnji deli pa iz mehkih bodic (žarkov), dela pa sta med seboj včasih čisto ločena. Trebušne parne plavuti imajo po navadi eno bodico in do pet žarkov, nameščene pa so pod vratom ali na trebuhu. Večina ostrižnjakov ima ktenoidne luske, nekateri pa cikloidne ali drugače oblikovane.

## Družine
Podredi in naddružine ostrižnjakov, po knjigi Fishes of the World.
- Podred Percoidei
  - Naddružina Percoidea
    - Acropomatidae
    - Ambassidae
    - Apogonidae
    - Arripidae
    - Banjosidae
    - Bathyclupeidae
    - Bramidae
    - Callanthiidae
    - Carangidae
    - Caristiidae
    - Centracanthidae
    - Centrarchidae
    - Centropomidae
    - Chaetodontidae
    - Coryphaenidae
    - Dichistiidae
    - Dinolestidae
    - Dinopercidae
    - Drepaneidae
    - Echeneidae
    - Emmelichthyidae
    - Enoplosidae
    - Epigonidae
    - Gerreidae
    - Glaucosomatidae
    - Grammatidae
    - Haemulidae
    - Inermiidae
    - Kuhliidae
    - Kyphosidae
    - Lactariidae
    - Leiognathidae
    - Leptobramidae
    - Lethrinidae
    - Lobotidae
    - Lutjanidae
    - Malacanthidae
    - Menidae
    - Monodactylidae
    - Moronidae
    - Mullidae
    - Nandidae
    - Nematistiidae
    - Nemipteridae
    - Notograptidae
    - Nototheniidae
    - Opistognathidae
    - Oplegnathidae
    - Ostracoberycidae
    - Pempheridae
    - Pentacerotidae
    - Percichthyidae
    - Percidae (ostriži)
    - Plesiopidae
    - Polycentridae
    - Polynemidae
    - Polyprionidae
    - Pomacanthidae
    - Pomatomidae
    - Priacanthidae
    - Pseudochromidae
    - Rachycentridae
    - Sciaenidae
    - Scombropidae
    - Serranidae (zobčasti ostriži)
    - Sillaginidae
    - Sparidae (špari)
    - Terapontidae
    - Toxotidae

  - Naddružina Cirrhitoidea
    - Aplodactylidae
    - Cheilodactylidae
    - Chironemidae
    - Cirrhitidae
    - Latridae

  - Naddružina Cepoloidea
    - Cepolidae
- Podred Elassomatoidei
  - Elassomatidae
- Podred Labroidei
  - Cichlidae
  - Embiotocidae
  - Labridae
  - Odacidae
  - Pomacentridae
  - Scaridae
- Podred Zoarcoidei
  - Anarhichadidae
  - Bathymasteridae
  - Cryptacanthodidae
  - Pholidae
  - Ptilichthyidae
  - Scytalinidae
  - Stichaeidae
  - Zaproridae
  - Zoarcidae
- Podred Notothenioidei
  - Bathydraconidae
  - Bovichthyidae
  - Channichthyidae
  - Harpagiferidae
  - Nototheniidae
- Podred Trachinoidei
  - Ammodytidae
  - Champsodontidae
  - Cheimarrhichthyidae
  - Chiasmodontidae
  - Creediidae
  - Leptoscopidae
  - Percophidae
  - Pholidichthyidae
  - Pinguipedidae
  - Trachinidae
  - Trichodontidae
  - Trichonotidae
  - Uranoscopidae (zvezdogledi)
- Podred Blennioidei
  - Blenniidae
  - Chaenopsidae
  - Clinidae
  - Dactyloscopidae
  - Labrisomidae
  - Tripterygiidae
- Podred Icosteoidei
  - Icosteidae
- Podred Gobiesocoidei
  - Gobiesocidae
- Podred Callionymoidei
  - Callionymidae
  - Draconettidae
- Podred Gobioidei
  - Eleotridae
  - Gobiidae (glamoči)
  - Kraemeriidae
  - Microdesmidae
  - Odontobutidae
  - Ptereleotridae
  - Rhyacichthyidae
  - Schindleriidae
  - Xenisthmidae
- Podred Kurtoidei
  - Kurtidae
- Podred Acanthuroidei
  - Acanthuridae
  - Ephippidae
  - Luvaridae
  - Scatophagidae (skati)
  - Siganidae
  - Zanclidae
- Podred Scombrolabracoidei
  - Scombrolabracidae
- Podred Scombroidei
  - Sphyraenidae
  - Gempylidae
  - Trichiuridae
  - Scombridae
  - Xiphiidae (mečarice)
  - Istiophoridae
- Podred Stromateoidei
  - Amarsipidae
  - Ariommatidae
  - Centrolophidae
  - Nomeidae
  - Tetragonuridae
  - Stromateidae
- Podred Anabantoidei
  - Anabantidae
  - Belontiidae
  - Helostomatidae
  - Luciocephalidae
  - Osphronemidae
- Podred Channoidei
  - Channidae